# Dark Victory
Dark Victory is een film uit 1939 onder regie van Edmund Goulding. Bette Davis ontving een Oscarnominatie voor haar rol in deze film. De film werd ook genomineerd voor Beste Film.

## Verhaal
Judith Traherne blijkt een hersentumor te hebben. Ze laat zich opereren door dokter Steele. Al snel worden ze verliefd en trouwen. Wat hij niet durft te vertellen, is dat de hersentumor terug zal komen.

## Rolverdeling
| Acteur               | Personage            |
| -------------------- | -------------------- |
| Bette Davis          | Judith Traherne      |
| George Brent         | Dr. Frederick Steele |
| Humphrey Bogart      | Michael O'Leary      |
| Geraldine Fitzgerald | Ann King             |
| Ronald Reagan        | Alec Hamm            |
| Henry Travers        | Dokter Parsons       |
| Cora Witherspoon     | Carrie               |
| Dorothy Peterson     | Miss Wainwright      |
| Virginia Brissac     | Martha               |

## Trivia
- Bette Davis vertelde tijdens een vraaggesprek dat dit haar favoriete rol was om te spelen.
- Bette Davis kreeg een inzinking tijdens de opnames vanwege haar slechte huwelijk met Harmon Nelson. Ze begon een affaire met tegenspeler George Brent.
- Het was het idee van Bette Davis om de film laten te distribueren door Warner Brothers. Ondanks Jack L. Warner, die hier fel tegen in ging, gebeurde dit en werd een van de grootste successen die Warner Brothers ooit gekend heeft.